# 爱尔兰国家博物馆
爱尔兰国家博物馆（英語：National Museum of Ireland）是爱尔兰共和国的国家博物馆。它有三个分馆在 都柏林，一个分馆在梅奥郡，关注爱尔兰艺术、文化和自然史。

## 考古分馆

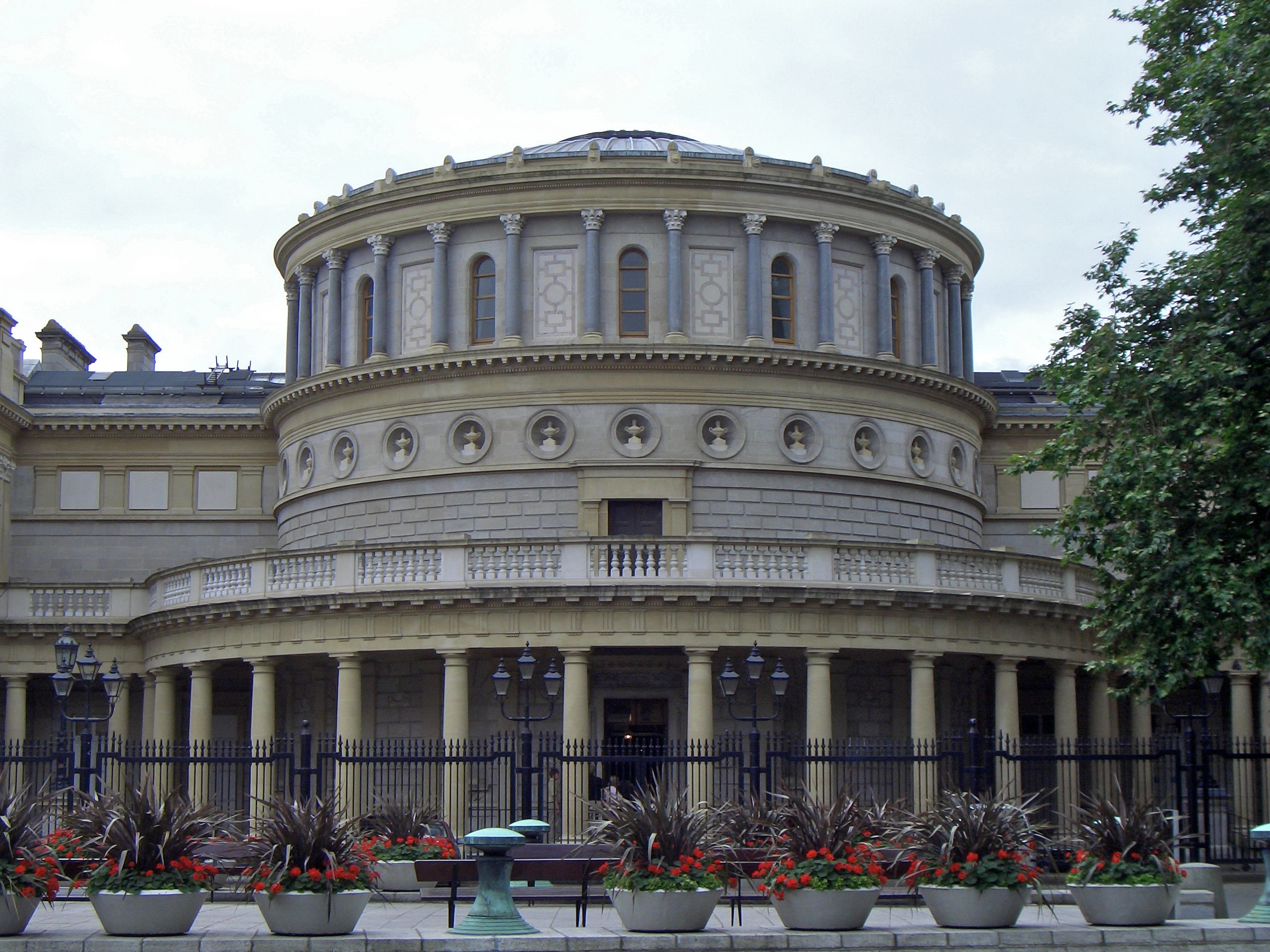
国家爱尔兰博物馆考古分馆

考古分馆位于基尔代尔街，展品跨越爱尔兰史前时期，维京和中世纪时期。

## 装饰艺术和历史分馆

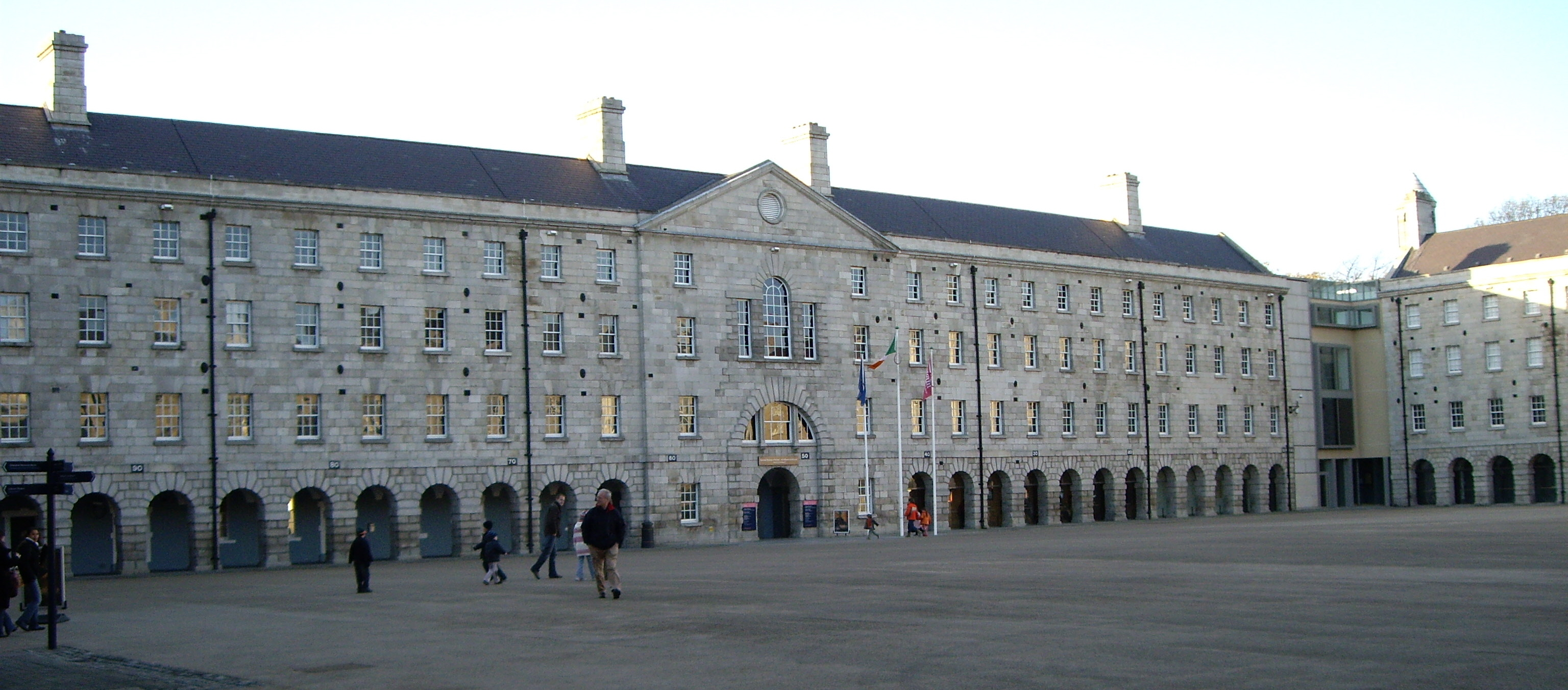
柯林斯军营的庭院

装饰艺术和历史分馆成立于1997年，位于柯林斯军营，这曾经是一个军营，1922年以迈克尔·柯林斯命名。该馆展出家具，银器，陶瓷，玻璃器皿，钱币和武器等。

## 乡村生活分馆
乡村生活分馆在2001年开放，是博物馆最近开放的部分，位于梅奥郡斯尔巴以东8公里。该馆关注从19世纪中叶到20世纪中叶的日常生活，许多材料来自20世纪30年代的爱尔兰农村。

## 自然史博物馆
自然史博物馆是国家博物馆的一部分，位于梅林街，收藏来自世界各地的动物标本。它的收藏和维多利亚式的外观自20世纪初以来没有显著的改变。